# Nagy János (politikus)
Nagy János (Újcsanálos, 1928. szeptember 23. –?) magyar kommunista politikus, külügyminiszter-helyettes, diplomata.

## Élete
1947-ben érettségizett Sárospatakon, majd egyetemre jelentkezett, de tanulmányait félbehagyva a Külügyminisztériumban kezdett dolgozni. Kezdetben segédfogalmazó volt, majd a londoni követségen II. osztályú titkár 1949-től 1951-ig. A Külügyi Főiskola levelező szakán tanult, ahol 1953-ban végzett, közben rendkívüli és meghatalmazott nagykövetté nevezték ki, első állomáshelye pedig Indonéziában a jakartai képviselet volt, amit a vezetése idején emeltek követségiről nagykövetségi rangra. Itt 1957. március 12-i kinevezéssel, május 5-i megbízólevél átadással 1960. október 13-ig volt kiküldetésben. A külügyminisztériumban osztályvezetői beosztásban volt következő kinevezéséig: 1963. június 14-től 1967. november 9-ig Újdelhiben Magyarország indiai nagykövete volt, akkreditálva Burmában, Nepálban, Ceylonban és Kambodzsában. Alig egy évre tért vissza a minisztérium osztályvezetőjének, majd 1968. augusztus 22-től 1971. június 4-ig Magyarország washingtoni nagykövetsége vezetője lett. A nagyköveti megbízatásának visszavonása egy napra esett a Fock-kormány külügyminiszter-helyettesévé való kinevezésével.
Külügyminiszter-helyettesként részt vett az Európai Biztonsági és Együttműködési Értekezlet úgynevezett helsinki záróokmányának előkészítésében (1975-ben írta alá Kádár János), valamint 1977 őszétől a magyar Szent Korona 1978 eleji hazaszállításának előkészítésében. 1980. június 3-ával külügyminiszter-helyettesi beosztásából felmentették, és külügyi államtitkárrá nevezték ki. 1985. március 29-én államtitkári beosztásából felmentették (utóda Horn Gyula lett).
1985. május 22-én nevezték ki Magyarország bécsi nagykövetsége élére, valamint november 21-től akkreditálták a Bécsben működő nemzetközi szervezetek és a Nemzetközi Atomenergia-ügynökség mellett működő képviselet vezetőjeként is. Nagy 1989. augusztus 9-én részt vett a páneurópai piknik rendezvényén, Horn Gyula után ő is próbálkozott a legendásan életlen ollóval átvágni a kerítést. 1990. június 12-ével megbízatását visszavonták, s 1990. augusztus 31-én nyugdíjba vonult. Ezt követő életútja ismeretlen: 1997-ben még interjút adott Glant Tibornak, 2003-ban pedig írása jelent meg a Zempléni Múzsa című társadalomtudományi és kulturális folyóiratban.